# Aroostook (Nuevo Brunswick)
Aroostook es una localidad ubicada en el condado de Victoria, Nuevo Brunswick, Canadá. Según el censo de 2021, tiene una población de 313 habitantes.
Tuvo estatus de villa hasta 2023, en que pasó a formar parte de la nueva comunidad regional de Southern Victoria.

## Toponimia
La localidad toma su nombre del río Aroostook, cuya denominación probablemente proviene de woolahstook, palabra de la lengua autóctona malécite-passamaquoddy que significa "río bueno para todo".
El nombre del pueblo se escribió Arestook entre 1852 y 1854 y la oficina de correos tomó el nombre de Aroostook Junction hacia 1885.

## Geografía
Aroostook está ubicado en las coordenadas 46°48′10″N 67°43′23″O / 46.80278, -67.72306. Según Statistics Canada, tiene una superficie total de 2.23 km².
La localidad está situada en la orilla oeste del río Saint John, al sur de la confluencia con el río Aroostook. Se encuentra a unos 7 kilómetros al norte de Perth-Andover.